# So Hyon-uk
So Hyon-uk (ur. 17 kwietnia 1992) – północnokoreański piłkarz występujący na pozycji pomocnika. Były reprezentant kraju. 